# أوسكار إنريكي سانشيز
أوسكار إنريكي سانشيز (بالإسبانية: Óscar Enrique Sánchez)‏ (15 يوليو 1955 بغواتيمالا في غواتيمالا - 25 يوليو 2019) هو مدرب كرة قدم ولاعب كرة قدم غواتيمالي في مركز الهجوم، شارك في الألعاب الأولمبية الصيفية 1976. وشارك مع منتخب غواتيمالا لكرة القدم. أما مع النوادي، فقد لعب مع نادي كوميونيكيشنس وميونيسيبال وطيبوغرافيا ناسيونال ونادي أورورا وكوبان إمبيريال.

## وصلات خارجية
- أوسكار إنريكي سانشيز على موقع الاتحاد الدولي (مؤرشف)  (الإنجليزية)
- أوسكار إنريكي سانشيز على موقع قاعدة بيانات كرة القدم.إي يو (الإنجليزية)
- أوسكار إنريكي سانشيز على موقع ناشيونال فوتبول تيمز (الإنجليزية)
- أوسكار إنريكي سانشيز على موقع عالم كرة القدم.نت (الإنجليزية)
- أوسكار إنريكي سانشيز على موقع اللجنة الأولمبية الدولية (الإنجليزية)
- أوسكار إنريكي سانشيز على موقع أوليمبيديا (الإنجليزية)